# 川添りな
川添 りな（かわぞえ りな、1998年5月22日 - ）は、日本の女優。本名は非公開。東京都出身。サン・オフィス所属。

## 略歴
2012年頃よりグラビア等に出演し、芸能活動を開始した。(当時の芸名は東海林藍。)
2016年、女優活動に専念することを決断し、事務所を移籍するとともに芸名を現在の川添 りなに変更した。
2017年1月、劇団ドリームプリンセス公演第3弾 「13月の女の子」の笹塚藍美役で初の舞台出演。
2017年8月、フロアトポロジー第8回公演「SUGAR WORKS」の灰塚愛梨役で2度目の舞台出演。
2021年、湘南ベルマーレのベルマーレクイーンに選出されるも9月に体調不良で辞退した。

## 人物
愛称はぞりな。
2017年3月に高校を卒業したが、芸能活動に専念するため進学はしていない。
2020年10月より、株式会社サン・オフィスに所属したことを公表。

## 出演

### テレビ番組
•アイドルの穴〜日テレジェニックを探せ!〜
(2014年4月16日-6月22日)
第1話-第12話

### 舞台
- 劇団ドリームプリンセス「13月の女の子[1]」（2017年1月25日 - 2月5日、新宿村LIVE） - 笹塚藍美 役
- フロアトポロジー「SUGAR WORKS[2]」（2017年8月16日 - 20日、明石スタジオ） - 灰塚愛梨 役
- アリスインプロジェクト「終わらない歌を少女はうたう[3]」月組（2017年9月13日 - 18日、新宿村LIVE） - 竹内詩雨 役
- ぱるエンタープライズ×劇団アルファー「五・五合目の海[4]」（2018年9月12日 - 17日、池袋・シアターグリーンBig Tree Theater） - サラ 役
- フロアトポロジー「ツノノコ、ハネノコ、ウロコノコ」（2019年9月4日 - 8日、荻窪・オメガ東京） - 藍 役
- ALL GREEN「同じ空を見ている[5]」（2019年12月19日 - 22日、中野・テアトルBONBON）
- 劇団時間制作「赤すぎて、黒」Bチーム（2020年3月5日 - 15日、大塚・萬劇場） - 小野寺柚子 役

### テレビドラマ
- フリンジマン 第8話